# Омавоо, Жозуэ
Жозуэ Омавоо (фр. Josué Homawoo; род. 12 ноября 1997, Ломе) — тоголезский футболист, защитник клуба «Стандард» и сборной Того.

## Биография

### Клубная карьера
Родился в столице Того, городе Ломе, но в возрасте 5 лет переехал во Францию. Занимался футболом в академиях «Элан Спортиф Лион», «Олимпик Лион», «Сен-Приест» и «Нант». В фарм-клубе «Нанта» и начал профессиональную карьеру в сезоне 2015/16, сыграв в дебютный сезон 8 матчей в Насьональ 2 (IV дивизион). Продолжал выступать за фарм-клуб до 2020 года и лишь с 2019 стал изредка привлекаться к матчам главной команды. Единственную встречу за основной состав «Нанта» провёл 8 февраля 2020 года в матче Лиги 1 против «Дижона» (3:3), выйдя на замену перед началом второго тайма. В сезоне 2020/21 выступал в четвёртой лиге за фарм-клуб «Лорьяна», сыграл 2 матча. Затем перешёл в клуб третьего дивизиона «Ред Стар».
16 июля 2023 года подписал контракт с бухарестским «Динамо».

### Карьера в сборной
За сборную Того дебютировал 6 сентября 2024 года, выйдя в стартовом составе на матч отборочного турнира КАН 2025 против Либерии (1:1). Был заменён из-за травмы на 66-й минуте.